# Thunder Force (film)
Pour l’article homonyme, voir Thunder Force.
Pour plus de détails, voir Fiche technique et Distribution.
Thunder Force est un film américain écrit, coproduit et réalisé par Ben Falcone, sorti en 2021.

## Synopsis
Dans les années 1980, des rayons cosmiques ont frappé la Terre, donnant des super-pouvoirs à quelques rares personnes. Hélas le génome de ces personnes les prédisposait à devenir des sociopathes. Ils ont ensuite été appelés collectivement « les malveillants ». Des années plus tard, la scientifique Emily Stanton élabore des traitements pour donner des super-pouvoirs à n'importe qui. À la suite d'un accident, sa meilleure amie d'enfance Lydia prend un de ces traitements. Emily en prend un aussi et les deux femmes décident de protéger leur ville du malfaisant Le King.

## Fiche technique
Sauf indication contraire, les informations mentionnées dans cette section peuvent être confirmées par les bases de données cinématographiques IMDb et Allociné,  présentes dans la section « Liens externes ».
- Titre original : Thunder Force
- Titre québécois : Mince force de frappe[1]
- Réalisation et scénario : Ben Falcone
- Musique : Fil Eisler
- Direction artistique : Shawn D. Bronson, Andrew Max Cahn et Dawn Snyder
- Décors : Bill Brzeski
- Costumes : Carol Ramsey
- Photographie : Barry Peterson
- Son : Greg Orloff, Kyle Arzt, Kevin O'Connell, Andrew DeCristofaro, Becky Sullivan
- Montage : Tia Nolan
- Production : Ben Falcone, Melissa McCarthy, Marc Platt et Adam Siegel
  - Production déléguée : Becki Cross Trujillo, Divya D'Souza et Steve Mallory
  - Coproduction : Scott Puckett
- Sociétés de production[2],[3] : On the Day Productions, Marc Platt Productions et Netflix
- Société de distribution : Netflix
- Budget : n/a
- Pays de production :  États-Unis
- Langue originale : anglais
- Format[4] : couleur - 2,39:1 (Cinémascope) - son Dolby Atmos
- Genres : comédie, action, aventures, super-héros
- Durée : 106 minutes
- Dates de sortie[5] :
  - États-Unis, France, Québec : 9 avril 2021 (sortie sur Netflix)
- Classification[6] :
  - États-Unis : accord parental recommandé, film déconseillé aux moins de 13 ans (PG-13 - Parents Strongly Cautioned)[Note 1]
  - France : tous publics (conseillé à partir de 13 ans)
  - Québec : 13 ans et plus (13+ / 13 years and over)

## Distribution
- Melissa McCarthy (VF : Véronique Alycia) : Lydia
- Octavia Spencer (VF : Virginie Emane) : Emily Stanton
- Jason Bateman (VF : Bruno Choël) : le Crabe[7]
- Bobby Cannavale (VF : Jérémie Covillault) : Le King
- Pom Klementieff (VF : elle-même) : Laser
- Taylor Mosby (VF : Jaynélia Coadou) : Tracy
- Melissa Leo[8] : (VF : Françoise Rigal) : Allie
- Kevin Dunn (VF : Jacques Bouanich)  : Frank
- Melissa Ponzio (VF : Dominique Vallée) : Rachel Gonzales
- Ben Falcone (VF : Charles Borg) : Kenny
- Tyrel Jackson Williams (VF : Jhos Lican) : Jessie[9]

## Production
Le 29 mars 2019, on apprend que Netflix a carte blanche pour diffuser le film comique de super-héros intitulé Thunder Force écrit et réalisé par Ben Falcone, avec Melissa McCarthy et Octavia Spencer dans des rôles principaux.

### Tournage
Le tournage a lieu à Atlanta en Géorgie, le 25 septembre 2019,. Il se termine le 10 décembre.

## Accueil
Le film est diffusé depuis le 9 avril 2021 sur Netflix.

## Autour du film
Le film, bien qu'ayant un lien avec les années 80 et la science-fiction, n'a aucun lien avec la franchise de jeux culte bien connue[réf. nécessaire] des amateurs du genre : Thunder Force.